# Nomura (Familienname)
Nomura (japanisch 野村, 能村, 野邑 oder 埜村) ist ein japanischer Familienname.

## Herkunft und Bedeutung
Nomura ist ein Wohnstättenname und geht in der häufigsten Schreibweise auf die Bedeutung der Kanji 野 (dt. Feld oder Ebene) und 村 (dt. Dorf oder Stadt) zurück; er bezeichnete also Personen die an einem Feld in einer Stadt wohnten.

## Namensträger
- Augustinus Jun’ichi Nomura (* 1937), japanischer Geistlicher, Bischof von Nagoya
- Issei Nomura (1940–2021), japanischer Diplomat
- Kaori Nomura (* um 1982), japanische Pianistin
- Katsunori Nomura (* 1973), japanischer Baseballspieler und -trainer
- Katsuya Nomura (1935–2020), japanischer Baseballspieler und -manager
- Kenjiro Nomura (Maler) (1896–1956), japanisch-amerikanischer Maler
- Kenjirō Nomura (Baseballspieler) (* 1966), japanischer Baseballspieler
- Nomura Kichisaburō (1877–1964), japanischer Admiral
- Nomura Kodō (1882–1963), japanischer Schriftsteller
- Nomura Manzō VI. (1898–1978), japanischer Schauspieler
- Masataka Nomura (* 1991), japanischer Fußballspieler
- Masayasu Nomura (1927–2011), US-amerikanischer Molekularbiologe
- Mitsugu Nomura (* 1956), japanischer Fußballspieler
- Nomura Motoni (1806–1867), japanische Dichterin und Patriotin
- Mutsuhiko Nomura (* 1940), japanischer Fußballspieler
- Naoki Nomura (* 1991), japanischer Fußballspieler
- Nomura Naokuni (1885–1973), japanischer Admiral und Politiker
- Tadahiro Nomura (* 1974), japanischer Judoka
- Takahito Nomura (* 1969), japanischer Baseballspieler
- Temma Nomura (* 2001), japanischer Fußballspieler
- Tetsuya Nomura (* 1970), japanischer Spieldesigner
- Tomohiro Nomura (* 1975), japanischer Leichtathlet
- Toshirō Nomura (* 1954), japanischer Astronom
- Toyokazu Nomura (* 1949), japanischer Judoka
- Yoshitarō Nomura (1919–2005), japanischer Filmregisseur